# 구미제일고등학교
구미제일고등학교(龜尾第一高等學校)는 대한민국 경상북도 구미시 지산동에 있는 사립 고등학교이다.

## 학교 연혁
- 1974년 12월 17일 : 학교법인 근영학숙 설립인가
- 1974년 12월 17일 : 초대 이사장 김종옥 박사 취임
- 1984년 12월 17일 : 금오여자고등학교 설립인가(12학급)
- 1985년 3월 1일 : 개교 (김용갑 교장 취임)
- 1985년 3월 19일 : 개교기념일
- 1987년 3월 1일 : 산업체 특별학급 설립인가(3학급)
- 1994년 10월 22일 : 학칙변경 30학급 인가(보통과 24학급, 정보처리과 6학급)
- 2001년 12월 14일 : 제2대 이사장 김향자 박사 취임
- 2002년 5월 4일 : 신축건물 준공식(교실 12, 화장실 3)
- 2011년 3월 1일 : 학칙변경 30학급 인가(보통과 30학급)
- 2012년 8월 31일 : 수학, 영어 교과교실 설치 운영
- 2020년 3월 1일 : 고교학점제 및 소프트웨어 교육 선도학교 지정
- 2021년 3월 1일 : 고교학점제 기반 선진형 교과교실 설치 운영
- 2021년 12월 16일 : 금오홀 준공
- 2022년 2월 28일 : 급식소 준공
- 2022년 3월 1일 : 엄재용 교장 취임
- 2023년 12월 22일 : 제37회 졸업식(졸업생 220명, 누계 15,569명)
- 2024년 3월 1일 : 남녀공학 전환, 구미제일고등학교로 교명 변경
- 2024년 3월 4일 : 제40회 신입생 입학(242명)
- 2025년 3월 1일 : 손창호 교장 취임

## 참고 자료
- 구미제일고등학교 - 한국교육학술정보원 학교알리미